# Alphonse Stallaert
 (mai 2022).
La mise en forme du texte ne suit pas les recommandations de Wikipédia : il faut le « wikifier ».
Les points d'amélioration suivants sont les cas les plus fréquents :
- Les titres sont pré-formatés par le logiciel. Ils ne sont ni en capitales, ni en gras.
- Le texte ne doit pas être écrit en capitales (les noms de famille non plus), ni en gras, ni en italique, ni en « petit »…
- Le gras n'est utilisé que pour surligner le titre de l'article dans l'introduction, une seule fois.
- L'italique est rarement utilisé : mots en langue étrangère, titres d'œuvres, noms de bateaux, etc.
- Les citations ne sont pas en italique mais en corps de texte normal. Elles sont entourées par des guillemets français : « et ».
- Les listes à puces sont à éviter, des paragraphes rédigés étant largement préférés. Les tableaux sont à réserver à la présentation de données structurées (résultats, etc.).
- Les appels de note de bas de page (petits chiffres en exposant, introduits par l'outil «  Source ») sont à placer entre la fin de phrase et le point final[comme ça].
- Les liens internes (vers d'autres articles de Wikipédia) sont à choisir avec parcimonie. Créez des liens vers des articles approfondissant le sujet. Les termes génériques sans rapport avec le sujet sont à éviter, ainsi que les répétitions de liens vers un même terme.
- Les liens externes sont à placer uniquement dans une section « Liens externes », à la fin de l'article. Ces liens sont à choisir avec parcimonie suivant les règles définies. Si un lien sert de source à l'article, son insertion dans le texte est à faire par les notes de bas de page.
- La présentation des références doit suivre les conventions bibliographiques. Il est recommandé d'utiliser les modèles {{Ouvrage}}, {{Chapitre}}, {{Article}}, {{Lien web}} et/ou {{Bibliographie}}. Le mode d'édition visuel peut mettre en forme automatiquement les références.
- Insérer une infobox (cadre d'informations à droite) n'est pas obligatoire pour parachever la mise en page.

Pour une aide détaillée, merci de consulter Aide:Wikification.
Si vous pensez que ces points ont été résolus, vous pouvez retirer ce bandeau et améliorer la mise en forme d'un autre article.
 (juillet 2011).
Si vous disposez d'ouvrages ou d'articles de référence ou si vous connaissez des sites web de qualité traitant du thème abordé ici, merci de compléter l'article en donnant les références utiles à sa vérifiabilité et en les liant à la section « Notes et références ».
Pour les articles homonymes, voir Stallaert.
Alphonse Stallaert, né le 1er mars 1920 à Helmond aux Pays-Bas et mort le 15 décembre 1995 à Fréjus, est un compositeur et chef d'orchestre.

## Biographie
Né le 1er mars 1920 à Helmond aux Pays-Bas, il étudie d'abord le droit à Utrecht pour satisfaire au désir de son père, qui, ayant créée sa propre entreprise souhaite que ses enfants lui succèdent. Il obtient cependant de son père l'autorisation de faire une année d'études musicales.
En 1941 il s'inscrit donc en composition et en direction d'orchestre au Conservatoire d'Utrecht avec respectivement Hendrik Andriessen et Bertus van Lier. Pour répondre à l'ultimatum paternel il va réussir le diplôme qui se fait normalement en deux ans  en une seule année .
Il dirige ensuite l'orchestre de la société Philps à Eindhoven, puis en 1945, il fait sur l'invitation de Sir John Barbirolli un stage au Halle-Orchestra à Manchester.
Il arrive à Paris en 1946, 100 francs en poche, et s'inscrit en contrepoint au Conservatoire de Paris et suit les cours de André Cluytens en direction d'orchestre et d'Arthur Honegger en composition .
Il forme son propre orchestre de 92 musiciens, avec lequel il se produit à Paris mais dès la deuxième année il est obligé faute de moyens de le réduire à un orchestre à cordes (36 musiciens). Il se produit avec cet "Orchestre à cordes de Paris " à Paris, également en tournée dans son pays natal (entre autres Concertgebow d'Amsterdam) 
Faute d'argent il ne peut continuer avec cette formation, mais est invité comme chef par divers orchestres français Orchestre Lamoureux, Orchestre Pasdeloup, ou néerlandais Orchestre du Brabant, Orchestre philharmonique d'Overijssel ou l'Orchestre de chambre néerlandais.
En 1951 son Concerto pour piano et orchestre est créé au Festival de Besançon par l'Orchestre National de la RTF sous la direction de Raphael Kubelik et Daniel Wayenberg au piano.
La même saison ce concerto est repris par la Société des concerts de conservatoire sous la direction d'André Cluytens et l'Orchestre Pasdeloup sous la direction de l'auteur.
Philips éditera la version de l'orchestre du Brabant sous la direction de Hein Jordans et Daniel Wayenberg au piano.
Il donne des cours particuliers, compose une symphonie Les Âmes maudites qui deviendra Symphonia da Requiem , deux croquis pour piano pour son ami Daniel Wayenberg et un opéra Myrdhinn.
En 1956 il épouse Lydia Sborowsky.
Pour subsister il fait des travaux de copiste, donne des cours et des conférences.
En 1961 il est invité au Festival de Vichy pour diriger sa symphonie Symphonia da Requiem.
En 1964 le concerto pour deux pianos cordes et timbales est créé par Julien Azaïs et Marie-José Billard avec l'Orchestre Lamoureux.
Il travaille comme critique musical pour un journal hollandais et pour une revue littéraire "Euros" 
À partir de 1965 il compose pour la télévision, notamment la musique d'un film d'André Fey Conte à rebours, et celle du film de Frédérique Hebrard Les regrets de Pierre Guilhem.
Il produit ainsi abondamment et vite pour la télévision jusqu'en 1974. Ce travail l'amuse, mais la création musicale pure s'impose à lui : il "entend" et doit "coucher sur le papier", souvent la nuit, la musique qui le taraude.
En 1973 pour le ministère de la culture néerlandais il compose Elkhevir œuvre pour petit orchestre.
Sadi de Gorter, attaché culturel à l'Institut néerlandais de Paris, lui ouvre les portes de cette maison prestigieuse : il y donne des cours, et des concerts sont programmés autour de ses œuvres.
Il donne aussi des cours au Conservatoire Européen de Paris et fait partie du jury pour les concours de fin d'année.
En 1978 il s'installe auprès de Maria Van Der Meer dans l'Ile Fanac à Joinville-le-pont, un lieu propice à son inspiration, près de Paris, sur les bords de Marne. Il fait aussi de fréquents séjours aux Issambres sur la côte d'Azur chez sa femme. Auprès d'elle, à l'écart des tumultes de la capitale, il trouve le calme nécessaire à son travail.
Il crée une chorale pour amateurs "Le Chœur Fanac" pour laquelle il s'amuse à harmoniser un répertoire varié. Bravant les difficultés, il n'hésite pas à lui faire chanter un oratorio qu'il vient de composer Il cantico del sol, sur les paroles du cantique des créatures de saint François d'Assise.
Son travail de création dans lequel il s'investit corps et âme trouve souvent son inspiration dans des textes littéraires comme en témoignent ses opéras, ses lieder sur des textes de Rilke, Garcia Lorca, Desnos, et Gorter.
En 1989 le Trio Sonata Concert lui passe commande d'un Trio Violon Contrebasse et piano.
En 1990 pour ses 70 ans, à l'instigation du journaliste Niels Swinkels, un festival est organisé en son honneur dans la province du Brabant. Il assiste avec bonheur à l'exécution de son Concerto pour piano et écoute avec beaucoup d'émotion les jeunes élèves du Conservatoire d'Eindoven jouer quelques-unes de ses œuvres.
Le comédien Gérard Zuchetto et le trio "Sonata Concert" lui demandent de travailler sur des poèmes de Max Rouquette en langue occitane. Il se lance dans cette composition avec enthousiasme et écrit pour Trio et Récitant une œuvre qui sera gravée chez Gallo sous le titre : Lo maucor de l'Unicorn.
Sa santé malheureusement se dégrade et en 1994 il quitte l'île Fanac et se retire chez sa femme dans le Midi de la France. Encouragé par ce trio, il compose un quintette pour la même formation que la truite de Schubert.
Une dernière commande le passionne : Le petit prince opéra pour chœurs d'enfants dont il écrit lui-même le livret. Cette œuvre destinée initialement aux écoles de Champagne-sur-Oise prend peu à peu l'ampleur d'un opéra. Il n'aura pas le temps de terminer la dernière scène.
Il meurt le 15 décembre 1995 à Fréjus.
Son corps repose au cimetière d'Auvers-sur-Oise auprès de celui qu'il admirait tant : Vincent Van Gogh.

## Œuvres

### Musique de chambre
Trio pour cordes pour le Trio Pasquier (1958)
Quatuor à cordes en Ré (1958)
Quintette pour saxophone alto et cordes (1960)
Quatre chants pour deux violons (1965)
Bestiaire pour violoncelle et saxo alto (1966)
Trio pour anches (voir les fâcheux) (1966)
Sonate en Sol pour violon et piano (1969)
10 mouvements pour 16 instruments (extrait de Cervantes) (1970)
Ad Actum tragicum (1971)
- I Les Atrides pour violoncelle
- II Visions d'Eshyle pour piano
- III Ensemble pour neuf instruments[4]

Musique avant le concert pour flûte, timbales, deux pianos et cordes (1975)
Quintette Kermesse pour deux trompettes, cor, trombone et tuba (1977)
Intrada pour orgue et trompette (1981)
Sérénade en colère pour guitare (1984)
Sois sage ma douleur pour basson (1985)
Préludes et interludes pour violoncelle (1985)
Eclairs en Mi pour trompette et piano à 9 doigts (1984)
Fantaisie en La pour violoncelle et guitare (1984)
Essai en Si pour harpe et alto (1984)
Quatuor de voix de femmes (1984)
Colloques pour contrebasse et piano (voir trilogie pour un trio) (1993)
Quintette Auvers-sur-Oise pour violon, alto, violoncelle, contrebasse et piano (1994)

### Musique de Films
Conte à rebours (André Fey) (1965)
Les eaux de Madrid (Jean Claude de Nesle) (1966)
Emissions scolaires (1966)
- La famille Fenouillard
- Dialogue de bêtes de Colette

Les Fâcheux pour clarinette, basson et hautbois (1966)
Le regret de Pierre Guilhem (Frédérique Hébrard) (1967)
Marie-Madeleine (1968)
Cervantes (1969)
Bérénice (1971)
Oreste d'Euripide (1971)
L'Ecrivain (dessin animé de Jean Yves Delestrade) (1984)

### Opéras
Myrdhinn en trois actes 1955- 57
Elkévir 1e version (1961)
- 2e version (1973)

Jeu d'échecs " Opéra de chambre à exécution variable" (1972)
Lettre de la religieuse portugaise (lettres de Sœur Maria Alcaforado) (1974)
Lettre contemporaine (1975)
Le Pouvoir Théâtre musical en trois parties (1982)
Le voyage, opéra de chambre (1984-1985)
Le Petit Prince pour voix soprano, choeur d'enfants et orchestre (1995) (inachevé)

### Œuvres orchestrales
Symphonie "De morte et de vita" (1946)
Symphonie "Les âmes maudites" ou "Da Requiem" (1953)
Cinq Études pour orchestre, tirées de l'opéra Elkevir (1962)
Epitaphes et Bagatelles (1964)
improvization (1965)
Miroir sonore (1968)

### Instruments solistes et Orchestre
Concerto pour piano et orchestre – création par Daniel Wayenberg (piano) et l'Orchestre national de France, dirigé par Rafael Kubelík à Besançon (1951).
Concerto pour violoncelle et orchestre (1954) (partition perdue?)
Concerto pour cor et orchestre (1956)
Concert pour deux pianos, cordes et timbales (1958)
Suite sans suite pour violoncelle et orchestre (tirée de conte à rebours) (1965)
Chants de guerre pour piano et orchestre ou bande sonore (extrait des eaux de Madrid) (1968)
Chaines d'or pour piano et huit percussions (1969)

### Piano seul
6 études
Croquis (1952)
- I. Staccato
- II. Preludium
- III. Legato intermezzo
- IV. Scherzo binaire
- V. Commedia del arte
- VI. Danse sauvage
- VII. Toccata

À ma femme (1956)
Portrait musical de Gwenny (1956)
Sonate n° 1 (1959)
Sonate n° 2 (1963)
Ad Actum Tragicum (voir II Visions d 'Eschyle) (1971)
Contrapunctum Simplice (1974-1976)
Nikolane Kromatik pour piano à quatre mains (1979)
Sonate n°3 (1986) - à Joelle Desessarts
Étude pour Thérèse (1974)
John Blot Variations (1974)
Trois Études (1984) -  à France Clidat
- I. Main gauche
- II. Les touches blanches
- III. Accellerando et crescendo

### Pour voix
Les Amertumes de Sadi de Gorter pour soprano et piano (1958)
Requiem des enfants pour voix d'hommes, choeur d enfants, percussions et claviers (1968)
Flux et reflux pour soprano et choeur de femmes (1969)
Le sang et les poètes pour voix et piano (1973)
Il Cantico del sol Voix pour soprano, alto, chœur mixte et orchestre (1975)
Deci-dela Génocide et amour pour voix et piano (1976)
Zoo international pour voix et piano (1977)
Tempus Fugit pour voix (soprano ou baryton) et piano (1978)
Muntchs-Kings-Song pour voix d'enfants (1982)
Le malade pour baryton et piano (1985)
L'autre chemin pour soprano et piano (1985)
3 scènes d'Elkevir pour contralto, deux pianos et quatuor à cordes (1986)
Florence (4 extraits d'Elkevir) pour soprano et piano (1986)
Interrogations en 2 parties pour baryton et piano (1986)
Le Sphinx pour baryton et piano (1987))
Mélodies sur des poèmes de Rimbaud pour soprano, violon, contrebasse et piano (1990)

### Avec Récitant
Colin, Chloé et Nicolas (Boris Vian) pour récitant, piano et trompette (1969)
Lettre d'un defunt (Cervantes) pour récitant et bande sonore (1970)
Les Tu et les Vous (Voltaire) pour voix et piano (1987) - à Odile Barckike
Lo Maucor de l'unicorn (Max Rouquette) pour récitant, violon, contrebasse et piano (1990)
Histoires (Jacques Prévert) pour récitant et piano (1992)

### Recueils (agencements de pièces choisis par le compositeur)
Trilogie pour un Trio pour violon, contrebasse et piano 
- Sonate en Sol pour violon et piano
- Colloques pour contrebasse et piano
- Trio

Les Tonales sans tonalités
- I. Etude en do piano
- II.Sonate en Sol violon
- III. Quatuor en ré cordes
- IV. Fantaisie en La violoncelle guitare
- V. Eclairs en Mi trompette et piano à 9 doigts
- VI. Essais en Si harpe et alto
- VII. Quintette

Etranges lieders pour voix récitant et piano 
- Paysages d'eau pour voix et hautbois
- 2 énigmes pour voix et trompette
- Histoires
- Rimbaud
- Colin, Chloé et Nicolas[6]

## Discographie
Concerto pour piano et orchestre - Daniel Wayenberg, piano - Orchestre Philips 
Trio pour contrebasse violon et piano - Lo maucor de l'unicorn par le Trio Sonata - Concert et Gérard Zuchetto pour récitant - VDE GALLO CD-690.